# Vojašniška ulica
Vojašniška ulica (Kasernengasse) ist der Name einer Straße im Stadtteil Lent, Maribor, Slowenien. Der Name bezieht sich auf den nahegelegenen gleichnamigen Platz Vojašniški trg.

## Geschichte
Die Straße wird erstmals 1472 unter der Bezeichnung Am Trenkh (Am Wasser) erwähnt. Im Jahr 1780 ihr östlicher Teil als Gegen die Traa (Gegen die Drau) bezeichnet. 1824 erhielt sie den Namen Lentgasse (Hafenstraße), 1839 Lendgasse. 
Zwischen 1824 und 1869 hieß sie Fleischbankgasse, zwischen 1876 und 1900 Schlachthausgasse; diese Namen bezogen sich auf die Metzgerstände. Nach dem Bau eines neuen modernen Schlachthofs in Melje wurden der Verkauf von Fleisch und das Schlachten von Tieren an dieser Stelle verboten. 
Der westliche Teil der Straße hieß ab 1780 Gegen die Minoriten und ab 1846 Kaserngasse. Zwischen 1900 und 1919, sowie erneut von 1941 bis 1945 hieß die gesamte Straße Kaserngasse, 1919 und erneut 1945 erhielt sie die entsprechende slowenische Bezeichnun Vojašniška ulica geändert. Nach der deutschen Besetzung 1941 wurde sie in Kasern Gasse umbenannt. Im Mai 1945 wurde ihr der slowenische Name Vojašniška ulica zurückgegeben. 
Der Name Vojašniška ulica wurde gegeben, weil sie zum Vojašniška trg und der ehemaligen Drau-Kaserne im ehemaligen Minoritenkloster führte.

## Lage
Die Straße beginnt am östlichen Ende des Platzes Vojašniški trg, führt nach Süden zur Drau und folgt dem Fluss dann als Uferstraße bis zum Übergang in die Straße Usnjarska ulica zwischen der Fußgängerbrücke Splavarska brv und der Überführung der Brücke Glavni most. 

## Abzweigende Straßen
Splavarski prehod, Pristan, Mesarski prehod, Dravska ulica, Splavarska brv.

## Sehenswürdigkeiten
- Vojašniški trg mit Minoritenkloster
- Splavarski prehod
- Stara Trta (Haus Nr. 7), der angeblich älteste, lebende Weinstock der Welt
- Splavarska brv